# Nasoteca
Una nasoteca (del latín nasus "nariz" y del griego θήκη "recipiente") es una colección de narices esculpidas.

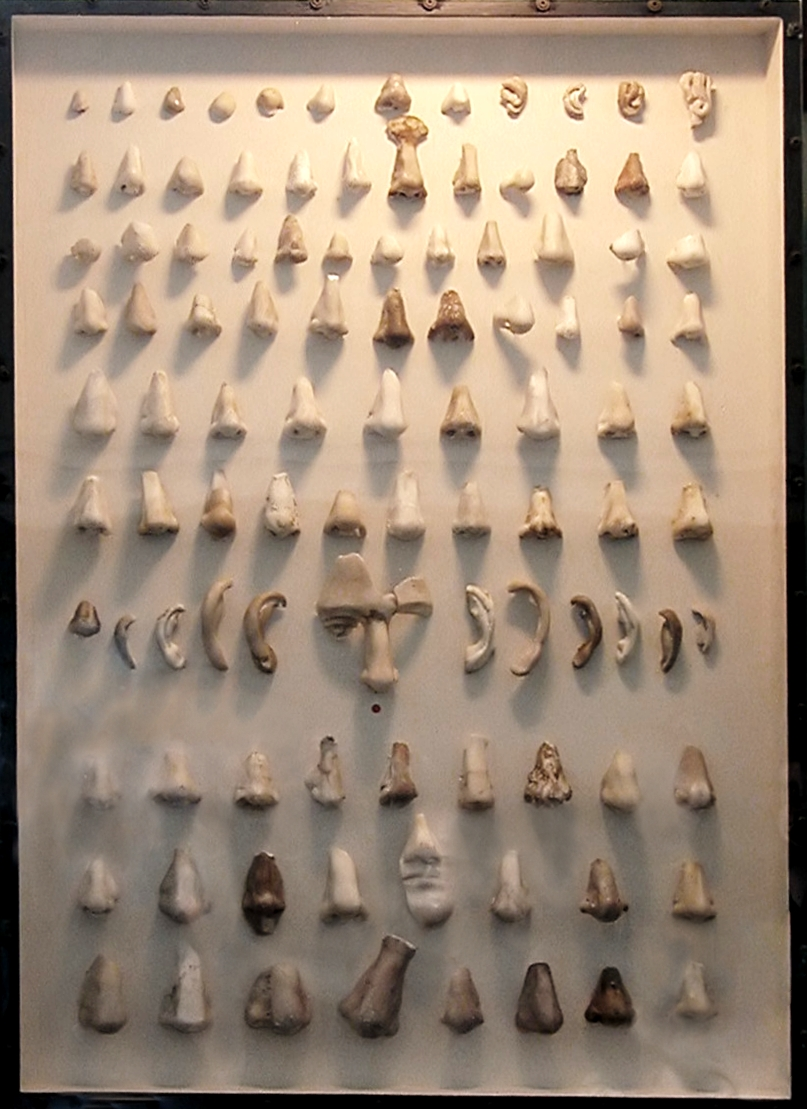
Nasoteca exhibe partes del cuerpo de mármol que alguna vez se usaron para "reparar" estatuas antiguas.

## Exposición Carlsberg de narices de restauración
El museo Gliptoteca Ny Carlsberg en Copenhague tiene una colección de narices restauradas que fueron retiradas de bustos y estatuas de retratos después de cambios en las políticas de restauración de arte del museo. Las narices, algunas de mármol y otras de yeso, se exhibieron originalmente en las estatuas griegas y romanas de la propia glipoteca.

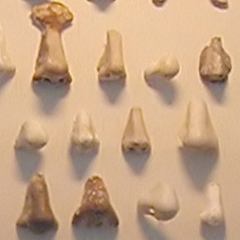
Detalle: Una mirada más cercana a la exhibición Nasoteca de Copenhague muestra una amplia variedad en texturas y estilo de la superficie.

El mármol blanco preferido por los escultores clásicos se rompe fácilmente, y muchas estatuas antiguas se han dañado desde su creación por accidentes, iconoclastia o vandalismo. Durante el siglo XIX, era una práctica común que los museos exhibieran tales esculturas de mármol en un estado "restaurado", con las partes dañadas reparadas o reconstruidas para que la estatua se viera lo más posible como se veía cuando se creó por primera vez. Es muy probable que las narices de las estatuas antiguas estén dañadas o desaparecidas, por lo que muchas estatuas griegas o romanas adquirieron nuevas narices durante esta época. La práctica de las exposiciones modernas puede diferir de un museo a otro. El enfoque minimalista prescribe la eliminación de tales adiciones del siglo XIX en aras de la autenticidad, como se hizo en Copenhague.
El museo Ny Carlsberg, que tiene una extensa colección de estatuas de mármol griegas y romanas, participó tanto en la restauración del siglo XIX como en la "des-restauración" del siglo XX. Como resultado, muchas cabezas de bustos romanos ahora carecen de nariz nuevamente, con sus narices restauradas retiradas a la nasoteca del museo.
La exhibición del museo explica su contenido tanto en danés como en inglés. La descripción explica que: "La palabra nasoteca significa una colección de narices, en analogía con biblioteca, una colección de libros".

## Exposición Lund de moldes de yeso de narices

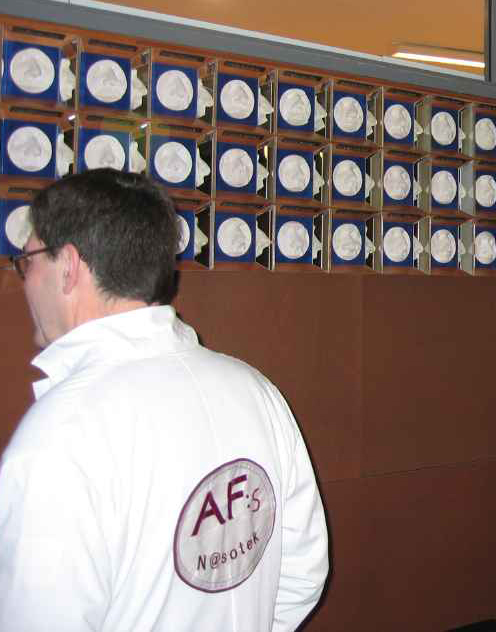
Visualización de moldes de yeso de narices en la Universidad de Lund

El Nasoteket de la Universidad de Lund en Suecia consiste en una exhibición de más de 100 modelos de narices de yeso, incluido un molde de la nariz plateada de Tycho Brahe.